# Yepocapa
Yepocapa, o anche San Pedro Yepocapa, è un comune del Guatemala facente parte del dipartimento di Chimaltenango.